# Jean Louis Baudelocque

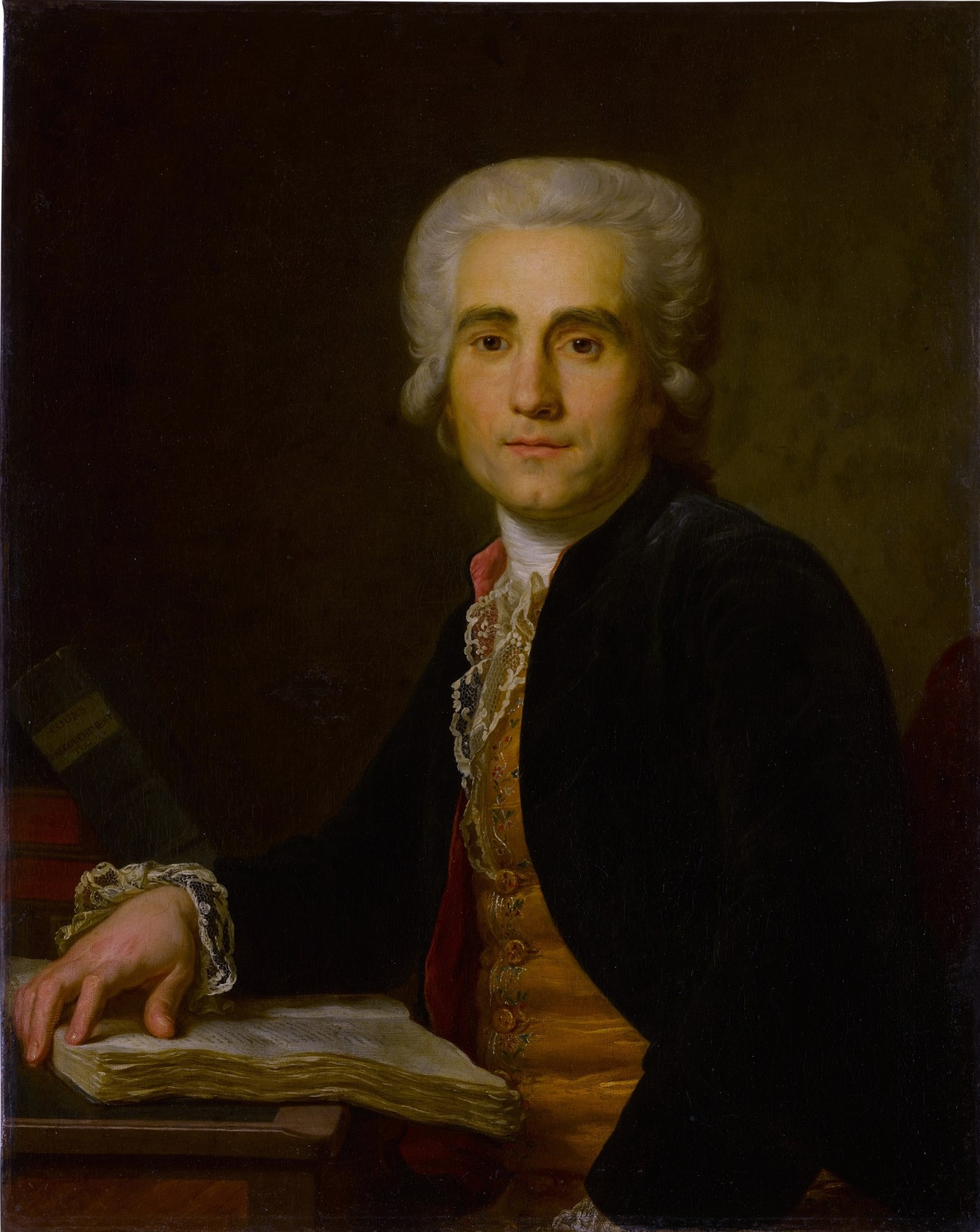
Antoine Vestier – Porträt von Jean Louis Baudelocque

Jean Louis Baudelocque (* 30. November 1745 in Heilly in der Picardie; † 2. Mai 1810 in Paris) war ein französischer Arzt, Geburtshelfer und Hochschullehrer. Er gehörte zu den berühmtesten Geburtshelfern seiner Zeit. Er arbeitete am Collège de Chirurgie in Paris, war Leiter der Pariser Maternité und gestaltete dort den Hebammenunterricht; er machte sich verdient um die Förderung der Geburtsmechanik und entwickelte eine Methode zur Beckenvermessung (Baudelocque-Beckenzirkel); auch nach ihm benannt ist der Baudelocque-Durchmesser (äußerer Beckendurchmesser, Conjugata externa).

## Leben und Wirken
Er war der Sohn des Chirurgen Jean Baptiste Baudelocque (1718–1785) und von Anne Marguerite Levasseur (1716–1784). Jean Louis Baudelocque war ihr zweitältester Sohn, weitere Söhne waren Félix Honoré Baudelocque (1744–1794) Arzt, Jean Baptiste Baudelocque jn. (1749–1800) Chirurg. Insgesamt zählte die Familie zehn Kinder.
Durch seinen Vater wurde er schon frühzeitig zur Medizin hingeführt und im Fach Chirurgie unterrichtet. Zum Studium ging er nach Paris, wo er sich bald mit der Gynäkologie beschäftigte. Der Titel seiner 1776 publizierten Dissertation lautete: An in partu, propter angustiam pelvis, impossibili, symphysis ossium pubis secanda: theses anatomico-chirurgicae; quas Deo Juvante, & praeside M. Carolo Devilliers, Artium & chirurgiae magistro.
Am Hôpital de la Charité erhielt er bei François Louis Joseph Solayrès de Renhac (1737–1772) seine chirurgische und geburtshilfliche Ausbildung. Er war sein wichtigster Schüler. Später übernahm er Kurse von seinem Lehrer, die er dann offiziell nach dessen Tode übernahm.
In seinen Werken sprach er sich entschieden gegen die Symphysektomie zur Geburtserleichterung aus. 1798 erhielt er eine Lehrkanzlei für Geburtshilfe und wurde gleichzeitig Chefarzt an der Maternité de Port-Royal de Paris (später Maternité Baudelocque), an der er auch Hebammen unterrichtete.
Er verbreitete die Methode der William Smellie (1697–1763), der die geburtshilflichen Praktiken in England im 18. Jahrhundert modernisiert hatte. In England schuf William Smellie eine Methode zur Messung internen Dimensionen des Beckens. Obgleich William Smellie die Prinzipien der Pelvimetrie beschrieben hatte, war es Baudelocque der die Bedeutung der klinischen Pelvimetrie für mögliche Schwierigkeiten bei einer bevorstehenden Geburt erkannte.

Pelvimeter, um z. B. den Abstand zwischen den Processus spinosus LWK_{5} und den Schambeinoberrand zu ermitteln

Er verbesserte André Levrets (1703–1780) Becken-Zange und konstruierte ein Pelvimeter für den Einsatz in der Geburtshilfe. Die von ihm erhobenen anthropometrischen Daten wurden als Baudelocque-Durchmesser (äußerer Beckendurchmesser, Conjugata externa) bekannt. Mit dem Beckenzirkel wird ein Maß genommen vom Dornfortsatz des Lendenwirbels (LWK5) zum Symphysenoberrand, sind die Werte dabei < 19 cm weist dies auf ein anatomisch verengtes Becken hin.

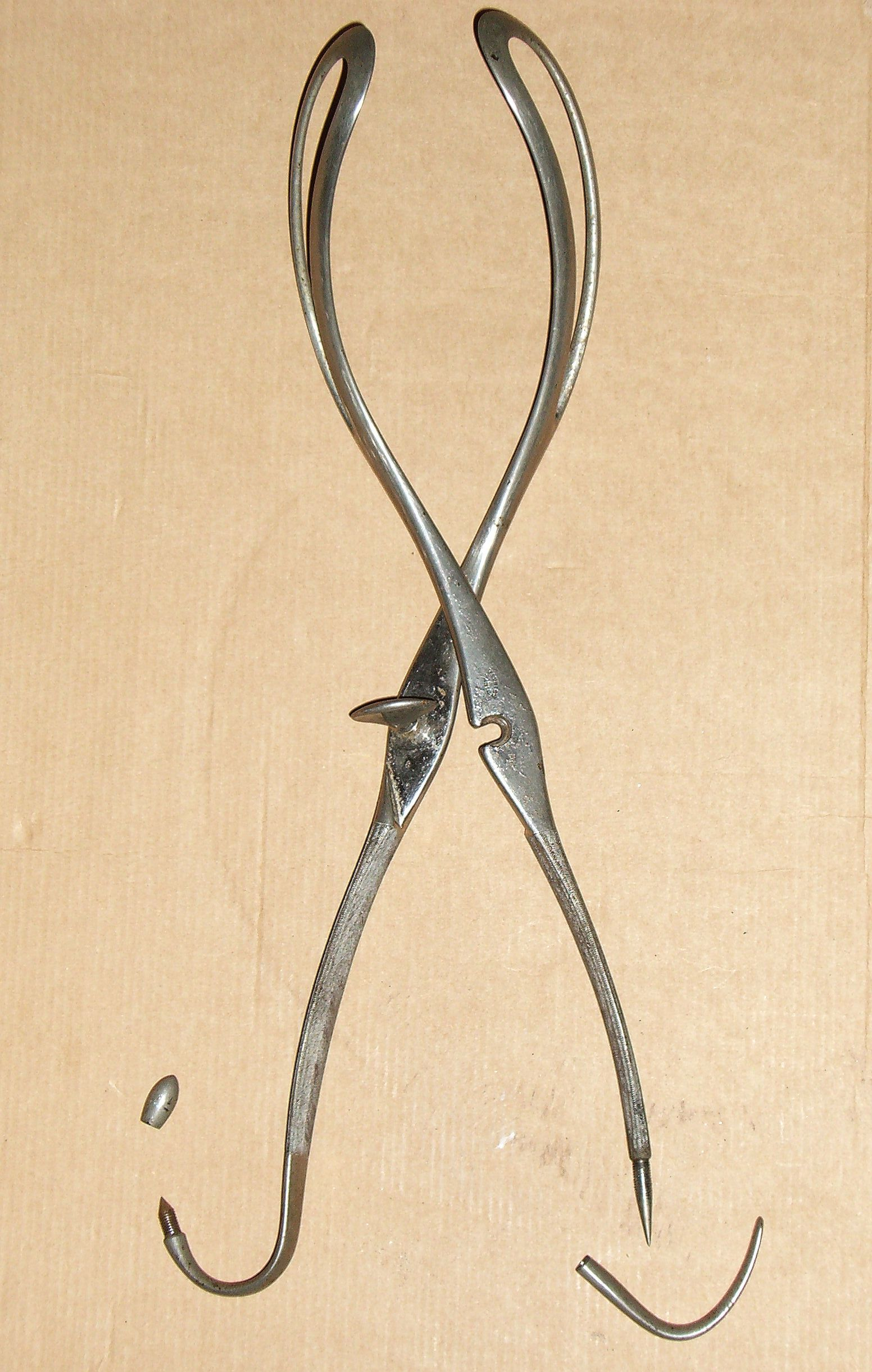
Französische Geburtszange vom Levret-Baudelocque Typ (1760–1860) mit Löchern und Haken am Ende der Griffe

Seine erste Ehefrau – beide heirateten am 5. April 1777 – war Andrée de Vulier oder Rullie; sie starb kinderlos am 4. Januar 1787. Seine zweite Ehefrau war Marie Catherine Rose Laurent, er heiratete sie am 14. September 1788. Beide hatten sie fünf Kinder.
Baudelocque war einer Verleumdungskampagne ausgesetzt, so wurde er wegen des Todes einer Gebärenden und ihrem Kinde vor ein Gericht gestellt, aber in der Folge freigesprochen. In diesem Prozess tritt Jean Francois Sacombe (1750/1760–1822) auf – er ist ein Gegner der Kaiserschnittentbindung – und stellte sich gegen die Person von Jean Louis Baudelocque der u. a. der Kindestötung angeklagt war. Im Jahr 1804 verliert Sacombe schließlich diesen Fall vor Gericht.
Im Jahre 1806 berief Napoléon Bonaparte Baudelocque auf den ersten Lehrstuhl für Geburtshilfe in Frankreich.
Er war der Geburtshelfer der Königin von Spanien, von Holland und von Neapel. Er wurde im Voraus als Geburtshelfer ausgewählt um die Niederkunft von Marie-Louise von Österreich, Napoléon Bonapartes zweite Ehefrau zu begleiten. Im Jahre 1811 wurde dann der ersehnte Thronfolger Napoléon-François-Charles-Joseph Bonaparte, genannt Napoleon II. geboren. Ein Schlaganfall verhinderte aber die Anwesenheit von Baudelocque.
Jean Louis Baudelocque starb am 2. Mai 1810 in Paris, wo er zu diesem Zeitpunkt in 16 Rue Jacob lebte. Er wurde auf dem Friedhof westlich von Vaugirard begraben, im Jahre 1837 exhumiert und am 17. August 1839 auf dem Friedhof Père-Lachaise (45. Division) beerdigt.

## Werk (Auswahl)
- Principe des accouchements. (1775)
- l’Art des accouchements. (1781) – Digitalisat der Ausgabe von 1815